# Petteri Koponen
Petteri Johannes Koponen, född 18 april 1988 i Helsingfors, är en finländsk basketspelare i som sedan 2016 spelar för FC Barcelona Lassa i Liga ACB och Euroleague. 
År 2008 skrev Koponen kontrakt med Virtus Bologna där han stannade fram till 2012. Därefter spelade han i BK Chimki fram till 2016. Säsongen 2016-2017 skrev han på för FC Barcelona Lassa. 

## Klubbar
- 2004–2008  Honka Esbo
- 2008–2012  Virtus Bologna
- 2012–2016  BK Chimki
- 2016–          FC Barcelona Lassa